# Займище (Киевская область)
Займище (укр. Займище) — село, входит в Бориспольский район Киевской области Украины.
Население по переписи 2001 года составляло 44 человека. Почтовый индекс — 08330. Телефонный код — 4595. Занимает площадь 0,483 км². Код КОАТУУ — 3220883602.

## Местный совет
08330, Киевская обл, Бориспольский р-н, с. Дударков, ул. К. Маркса, 62